# ГУМ (Севастополь)
Головний універмаг Севастополя (ГУМ) — універсальний магазин непродовольчих товарів у Севастополі. Знаходиться у центрі міста, за адресою вулиця Маяковського, 8. Будівля ГУМу є пам'яткою архітектури.

## Історія

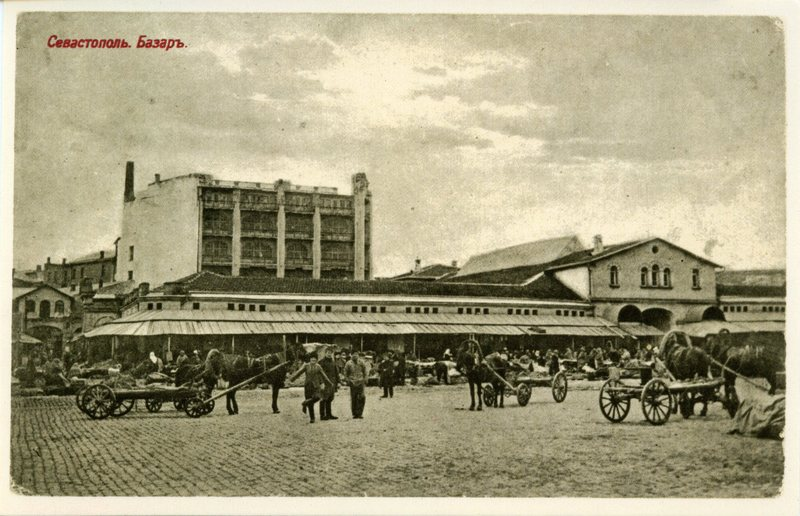
Базарна площа Севастополя (нині — площа в Артбухті) на початку 20 ст. На передньому плані будівля базару (не збереглася). Позаду прибутковий будинок Анненкова (зараз у цій будівлі ГУМ).

Будівництво сучасної будівлі ГУМу почалося у 1898 за замовленням підприємця Якова Анненкова, архітектор — Олександр Вейзен. У 1902 році будівництво перекупив московський фабрикант В. Чумаков, восени того ж року будівництво було завершено.
Це була перша у місті семиповерхова (включаючи підвал) бетонна будівля, її стиль — модерн. Починаючи з третього поверху віконні прорізи зверху мали закруглену форму. Всі вікна були розділені вертикальними перегородками — пілонами, огороджені перилами за типом балконів. Уздовж фасадів та третьому поверсі під карнизом йшла балюстрада.
За призначенням це був благодійний готель на 500—800 місць для людей невеликого статку. Кімнати були облаштовані койками, умивальниками, шафами. Було проведена електрика, водопровід, центральне опалення. Платня за кімнату складала 10 копійок за добу чи 3 рублі за місяць на людину. У будівлі були ліфти, баня, дезінфекційна камера, надавались послуги безкоштовного прання білизни, безкоштовні юридичні консультації. Хворим у перші три дні надавалася безкоштовна медична допомога.
Частина приміщень здавалися у оренду. У підвалі розташовувались продуктові склади та фабрика льоду. На першому поверсі були торгові лавки за системою пасажу: єдиний простір залу ділився на магазини некапітальними перегородками. У 1904 у будівлі почав роботу «Новий театр», де проходили вистави та танцювальні вечори.
У 1920 році будівля кілька разів сильно постраждала від пожеж. Будинок стояв покинутим до 1933 року. У 1933-му будівлю реконструйовано під будинок промисловості та кооперації. У ході тієї реконструкції архітектурні форми модерну змінив конструктивізм. Овальні прорізи перероблені на прямокутні, знята балюстрада, похилий дах замінений прямокутним.
Будівля була вдруге сильно пошкоджена у роки Другої світової. Остання перебудова почалася у 1951-му та завершилася у 1955-му. Два верхніх поверхи через значне пошкодження були знесені. Проект реконструкції виконали архітектори М. Грішин, С. Ізаксон та інженер О. Філімонов. Будівля стала п'ятиповерховою та набула риси неокласицизму. У 1955 році тут відкрито військовий універмаг, який пізніше став головним універмагом.
У 2007-му проведена реконструкція будівлі, ГУМ перейменовано на ТЦ «Равелін». Проте, нова назва не прижилася, та пізніше була повернута стара назва — «ГУМ».